# أوفريس هولوسريسيا
نباتات أوفريس هولوسريسيا ، الأوركيد العنكبوتية المتأخرة ، هو نوع من النباتات المزهرة في عائلة {سحلبية.} Orchidaceae ، موطنه الأصلي أوروبا الغربية والوسطى ومنطقة البحر الأبيض المتوسط. كان هناك ارتباك كبير حول هوية هذا النوع والتهجئة الصحيحة لاسمه. 

## الأصناف الفرعية
يتم قبول الأصناف الفرعية التالية:
- أوفريس هولوسريسيا سوبسب. أندريا (P.Delforge) Faurh. - جزر بحر إيجة
- أوفريس هولوسريسيا سوبسب. أبوليكا (O.Danesch & E.Danesch) Buttler - شرق وجنوب إيطاليا وجنوب صقلية وجنوب كرواتيا
- أوفريس هولوسريسيا سوبسب. بيانكا (Tod.) Faurh. & H.A.Pedersen (Tod.) Faurh. & H.A.Pedersen (Tod.) Faurh. & H.A.Pedersen – صقلية
- أوفريس هولوسريسيا سوبسب. كانديكا (E.Nelson ex Soó) Renz & Taubenheim – إيطاليا، صقلية، جزر شرق بحر إيجه، اليونان، كريت، تركيا
- أوفريس هولوسريسيا سوبسب. تشيسترماني J.J.Wood - سردينيا
- أوفريس هولوسريسيا نوثوسوبسب. ديلفوكوي D'Alonzo & Perilli – إيطاليا
- أوفريس هولوسريسيا سوبسب. Elatior (Paulus) H.Baumann & Künkele – شرق فرنسا، سويسرا، جنوب غرب ألمانيا
- أوفريس هولوسريسيا سوبسب. gracilis (Büel, O.Danesch & E.Danesch) O.Danesch & E.Danesch - إيطاليا، استريا
- أوفريس هولوسريسيا سوبسب. هولوسيريسيا – المجموعة الكاملة
- أوفريس هولوسريسيا سوبسب. لاكايتاي (Lojac.) W.Rossi (Lojac.) W.Rossi – جنوب إيطاليا، صقلية، مالطا، فيس
- أوفريس هولوسريسيا سوبسب. أوبليتا (Kreutz, Gügel & W.Hahn) ined. – جنوب اليونان، جزر شرق بحر إيجه، تركيا، لبنان/سوريا، فلسطين
- أوفريس هولوسريسيا سوبسب. أوكسيرينخوس (Tod.) H.Sund. (Tod.) H.Sund. – جنوب إيطاليا، صقلية، مالطا
- أوفريس هولوسريسيا سوبسب. Pallidiconi (Faurh.) ined. - جنوب جنوب غرب تركيا
- أوفريس هولوسريسيا سوبسب. parvimaculata (O.Danesch & E.Danesch) O.Danesch & E.Danesch - جنوب وسط وجنوب إيطاليا
- أوفريس هولوسريسيا نوثوسوبسب. روبرتيداروم D'Alonzo & Perilli – إيطاليا